# Walking on Broken Glass
«Walking On Broken Glass» —en español: «Caminando sobre cristales rotos»— es una canción escrita e interpretada por la cantante escocesa Annie Lennox, extraída de su álbum de 1992, Diva. Esta canción alcanzó el primer puesto en Canadá, el octavo puesto en el Reino Unido e Irlanda y el decimocuarto puesto en las listas de sencillos de Estados Unidos.

## Lista de canciones

### Sencillo en CD
1. «Walking on Broken Glass» (Versión en sencillo) (4:03)
2. «It's Alright (Baby's Coming Back)» (4:18)
3. «River Deep, Mountain High» (3:33)
4. «Here Comes the Rain Again» (4:44)
5. «Walking on Broken Glass» (3:50)

Las pistas 2-5 fueron grabadas para MTV Unplugged en julio de 1992.

### Sencillo en CD del Reino Unido
1. «Walking On Broken Glass» (Versión en sencillo) (4:03)
2. «Legend In My Living Room» (3:45)
3. «Don't Let Me Down» (Lennon/McCartney)* (3:49)

- Canción de estudio fuera del álbum

## Vídeo musical
Dirigido por Sophie Muller, el videoclip está basado en parte en la película de 1988 Las amistades peligrosas, y en películas de la época ambientadas a finales del siglo XVIII, tales como Amadeus. John Malkovich, que protagonizó la anterior película, se suma a Hugh Laurie, caracterizado como el príncipe Jorge, el príncipe Regente de La víbora negra.
La ambientación del vídeo es la de una noche en el salón de la Carlton House del príncipe Jorge, y trata de representar una asamblea de nobles en una noche de la alta sociedad, jugando y bailando, cuyo momento culminante es la llegada y el festejo de los recién casados, el novio está interpretado por John Malkovich.
El personaje de Annie Lennox lleva un vestido bastante inusual (un rojo en un ambiente dominado por el blanco, una técnica de vestuario teatral diseñada para atraer la atención hacia ella), y un tocado "turco" en un ambiente dominado por las pelucas del periodo. El personaje de Lennox muestra un significante resentimiento, y está emocionalmente herida por la apariencia de su examante, tomando de la mano a su nueva esposa.
Durante el vídeo, ella trata de comunicar las emociones conflictivas de celos, continuo deseo, y enfado hacia este hombre que claramente todavía está en su corazón. En el proceso, ella rechaza los avances de bienvenida previos del príncipe Regente (Laurie), y lo repele, para su bochorno.

## Personal
- Ingeniero - Heff Moraes
- Productor - Stephen Lipson
- Escrita por - Annie Lennox

## Posición en las listas
| Lista (1992)                                  | Posición |
| --------------------------------------------- | -------- |
| Canadian Singles Chart                        | 1        |
| UK Singles Chart                              | 8        |
| Irish Singles Chart                           | 8        |
| Lista Billboard Hot 100 de EE. UU.            | 14       |
| Lista Billboard Adult Contemporary de EE. UU. | 6        |
| Lista Billboard Alternative Songs de EE. UU.  | 7        |
| Swedish Singles Chart                         | 31       |
| German Singles Chart                          | 51       |
| Australian Singles Chart                      | 58       |

- Datos: Q4017815